# Plega fumosa
Plega fumosa là một loài côn trùng trong họ Mantispidae thuộc bộ Neuroptera. Loài này được Linsley & MacSwain miêu tả năm 1955.